# Osolin (gromada)
Osolin – dawna gromada, czyli najmniejsza jednostka podziału terytorialnego Polskiej Rzeczypospolitej Ludowej w latach 1954–1972.
Gromady, z gromadzkimi radami narodowymi (GRN) jako organami władzy najniższego stopnia na wsi, funkcjonowały od reformy reorganizującej administrację wiejską przeprowadzonej jesienią 1954 do momentu ich zniesienia z dniem 1 stycznia 1973, tym samym wypierając organizację gminną w latach 1954–1972.
Gromadę Osolin z siedzibą GRN w Osolinie utworzono – jako jedną z 8759 gromad na obszarze Polski – w powiecie trzebnickim w woj. wrocławskim, na mocy uchwały nr 29/54 WRN we Wrocławiu z dnia 2 października 1954. W skład jednostki weszły obszary dotychczasowych gromad Osolin, Bąków i Brzeźno ze zniesionej gminy Skokowa oraz Wielka Lipa ze zniesionej gminy Oborniki Śląskie w tymże powiecie, ponadto obszar dotychczasowej gromady Bagno ze zniesionej gminy Wołów w powiecie wołowskim w tymże województwie. Dla gromady ustalono 16 członków gromadzkiej rady narodowej.
1 stycznia 1960 gromadę zniesiono, a jej obszar włączono do gromad: Skokowa (wsie Osolin, Brzeźno, Moszęcin Mały i Bagno) i Oborniki Śl. (wsie Osola i Wielka Lipa) w tymże powiecie.